# Hurtan
Hurtan – hiszpański producent samochodów osobowych utrzymanych w stylu lat 40. i 50. XX wieku.
Siedziba przedsiębiorstwa znajduje się w Santa Fe, w Grenadzie.